# 尚善
尚善（?—1678年），滿洲愛新覺羅氏。和碩莊親王舒爾哈齊之孫、追封簡靖定親王費揚武次子。

## 早年
順治元年（1644年），尚善承襲父親費揚武爵位為輔國公，再進位為固山貝子。順治二年（1645年），跟從多鐸南征擊敗李自成，李自成部隊以騎兵三百沖擊清軍師，被尚善擊敗。平定河南，進而攻下江南，並有軍功，朝廷賜圓補紗衣一襲、金百兩、銀五千兩、鞍馬一副。順治五年（1648年），尚善戍守大同。 順治六年（1649年），進封尚善為貝勒，掌管理籓院，為議政大臣。
順治九年（1652年）十月，世祖命尚善與和碩鄭親王世子濟度，多羅信郡王多尼，多羅安郡王岳樂，多羅敏郡王勒度，貝勒杜爾祜、杜蘭為議政。
順治十五年（1658年），跟從多尼征伐雲南。明桂王朱由榔逃奔永昌，尚善進軍鎮守南州，破其將白文選於玉龍關，大軍渡過瀾滄江，攻下永昌，朱由榔先遁，尚善乘勝取騰越，進軍南甸，至孟村後退軍。順治十六年（1659年），賜蟒袍一襲、玲瓏刀一把、鞍馬一副。順治十七年（1660年），追論尚善撤去永昌守兵致軍士入城傷人之罪，降尚善爵位為貝子。康熙十一年（1672年），復封尚善為貝勒，任命為右宗正，後因病被罷免。

## 三藩之亂
康熙十三年（1674年），因平西王吳三桂謀反，授命尚善為安遠靖寇大將軍，率領大軍至岳州。尚善到達軍中後，立即修書至吳三桂曰：「王以亡國餘生，乞師我朝，殄殲賊寇，雪國恥，復父仇，蒙恩眷禮，列爵分籓，富貴榮寵，迄今三十餘年矣；而晚節末路，自取顛覆，竊為王不解也。王今藉口興復明室，曩者大兵入關，不聞請立明裔；天下大定，猶為我計除後患，翦滅明宗，安在其為故主效忠哉？將為子孫創大業，則公主、額駙入滇之時，何不即萌反側？至遣子入侍，乃復稱兵，以陷子於戮，可謂慈乎？若謂光耀前人，則王之投誠也，祖考皆膺封錫，今則墳塋毀棄，骸骨遺於道路，可謂孝乎？為人臣僕，身事兩朝，而未嘗忠於一主，可謂義乎？躬蹈四罪，而猶逞志角力，謬欲收拾人心，是厝薪於火而雲安，結巢於幕而雲固也。聖朝寬大，如輸誠悔罪，應許自新，毋蹈公孫述、彭寵故轍，赤族湛身，為世大僇。」吳三桂得書後並不回書。
尚善上疏請發荊州綠營兵、京口沙唬船五十艘，進攻岳州。康熙十四年（1675年），尚善派遣舟師斷絕敵軍餉道。康熙十五年（1676年），於洞庭湖打敗敵軍，攻取君山，分兵助攻長沙。康熙十六年（1677年）四月，吳三桂逃奔衡州，復出湘潭，分遣兵侵襲兩粵。康熙十七年（1678年），朝廷下詔斥責尚善率師無功，令其部隊駐守長沙，而以岳樂統領大軍攻取岳州。尚善奏請親自效力率領舟師攻克岳州，聖祖准許。吳三桂部將杜輝等侵犯柳林嘴，清軍迎擊，舟師來會，兩軍合戰，杜輝敗走。同年八月，尚善卒於軍中。
康熙十九年（1680年），追論退縮之罪，削去尚善貝勒爵位。聖祖顧念尚善舊勞，授其子門度輔國公爵位，准許世襲。

## 家族
妻妾
- 正室：嫡妻董鄂氏輕車都尉伯耩之女，繼妻納喇氏輕車都尉議政大臣費揚古之女；
- 妾室：妾佟氏叅領渾塔之女，妾李氏成格之女，妾博爾濟吉特氏子顧爾布錫之女，妾他塔喇氏護軍校岳布之女，妾孫氏孫岱之女，妾孫氏孫岳之女，妾劉氏劉瑞之女，妾張氏佐領索拜之女，妾胡氏胡達之女，妾吳氏吳進秀之女。

子（十六子）
- 長子喇克達，崇德七年壬午八月二十一日戌時生，母嫡夫人董鄂氏輕車都尉伯耩之女，順治九年壬辰三月初七日午時卒，年11歲；
- 次子貴善，順治七年庚寅八月初一日巳時生，母妾佟氏叅領渾塔之女，順治十七年庚子十二月初五日戌時卒，年11歲；
- 三子諸岱，順治十年癸巳十二月十五日申時生，母妾他塔喇氏護軍校岳布之女，順治十二年乙未四月十七日寅時卒，年3歲。
- 四子鎭國公門度，順治十一年（1654）甲午十一月初六日未時生，母妾佟氏叅領渾塔之女，康熙七年正月封鎭國公，三十七年四月因懶惰革退鎭國公，本年五月襲輔國公，雍正四年十一月因不上朝革輔國公，雍正六年（1728）戊申六月十六日未時卒，年75歲，嫡妻納喇氏長史雅賴之女，繼妻哲爾齊氏輕車都尉葉楞額之女，妾蘇完氏護軍校額爾圖之女，妾馬氏馬武之女，妾蔣氏布達理之女，妾孟氏茂索之女，妾王氏王偉之女，妾蔣氏伍世留之女。
- 五子奉國將軍又一雲騎尉古祿固，順治十二年（1655）乙未二月十七日巳時生，母妾他塔拉氏護軍校岳布之女，康熙八年正月封奉恩將軍，三十二年二月授護軍叅領，卅五年因西路招莫多軍功，三十六年七月封奉國將軍又一雲騎尉，康熙五十年（1711）辛卯四月十五日申時卒，年57歲，嫡妻賈佳氏巡撫賈漢復之女，繼妻費莫氏散騎郎富達熙之女，三繼妻韓楚氏護軍校三碩塞之女，妾富察氏富爾丹之女。
- 六子鎭國公根度， 順治十五年（1658）戊戌七月二十五日卯時生，母继夫人納喇氏輕車都尉議政大臣費揚古之女，康熙十一年正月封鎭國公，三十七年四月緣事革退，雍正元年（1723）癸卯八月十三日巳時卒，年66歲，嫡妻戴佳氏都統翁愛之女，繼妻赫舍里氏尚書帅颜保之女，妾烏蘇里氏溫圖之女，妾富察氏二等護衛噶圖祜之女，妾李氏伍南柱之女，妾他塔拉氏穆庸之女，妾賈氏賈三之女，妾李氏金衙之女。
- 七子詹都,順治十八年辛丑八月十三日寅時生，母繼夫人納喇氏輕車都尉議政大臣費揚古之女，康熙三年甲辰九月十三日辰時卒，年4歲。
- 八子固穆布，康熙四年（1665）乙巳七月十一日亥時生，母妾孫氏孫岱之女，康熙卅一年（1692）壬申三月廿一日酉時卒，年28歲，嫡妻瓜爾佳氏達德之女，繼妻伊爾根覺羅氏佐領諾岱之女。
- 九子奉恩將軍鍾奇，康熙四年（1665）乙巳十月初七日亥時生，母妾他塔拉氏護軍校岳布之女，康熙十八年正月封奉恩將軍，康熙卅四年（1695）乙亥三月十六日丑時卒，年31歲，嫡妻阿顔覺羅氏護軍校華塞之女。
- 十子噶度，康熙五年（1666）丙午正月廿二日亥時生，母妾李氏李成格之女，康熙四十三年（1704）甲申二月十四日子時卒，年38歲，嫡妻瓜爾佳氏四品官齊拜之女，妾關氏塞德之女。
- 十一子噶禮，康熙六年丁未二月初二日酉時生，母妾張氏佐領索拜之女，康熙九年庚戌正月初四日寅時卒，年4歲。
- 十二子瑚爾博，康熙六年（1667）丁未七月二十三日午時生，母妾李氏李成格之女，康熙三十六年（1697）丁丑七月二十一日寅時卒，年31歲，嫡妻伊拉里氏索齊之女。
- 十三子赫德，康熙九年（1670）庚戌正月二十五日巳時生，母妾李氏李成格之女，康熙三十年（1691）辛未三月二十日酉時卒，年22歲，嫡妻佟佳氏筆帖式塞勒之女。
- 十四子祿錫，康熙九年（1671）庚戌十二月二十九日午時生，母妾李氏李成格之女，康熙四十年（1701）辛巳三月十五日寅時卒，年32歲，嫡妻佟佳氏三等侍衛新泰之女，繼妻伊爾根覺羅氏散騎郎沙納福之女。
- 十五子英格，康熙十四年（1675）乙卯八月初十日亥時生，庶母胡氏胡達之女，雍正五年七月授宗學副管，十二年八月授宗學總管，乾隆元年七月因年老休致，乾隆十二年（1747）丁卯八月初五日午時卒，年73歲，嫡妻袁佳氏巴實之女，妾李氏李文修之女。
- 十六子舒祿，康熙十七年（1678）戊午五月初八日子時生，庶母胡氏胡達之女，康熙四十八年（1709）己丑六月廿一日辰時卒，年32歲，嫡妻李佳氏恩沛里之女。